# 藤田 (北九州市)
藤田（ふじた）は福岡県北九州市八幡西区の地名。藤田一丁目から四丁目の町がある。住居表示実施済み。郵便番号は806-0022。

## 地理
八幡西区の北部東側に位置し、北に田町、東に紅梅、南東に八千代町、南に東神原町、西に黒崎，熊手と接する。

## 地域の特徴
ほぼ平坦な地形の商業地域。北縁に沿って東西にJR九州鹿児島本線が走る。北側から西縁沿いに走る県道273号築地汐入線が、北部を東西に走る国道3号と藤田三丁目交差点で接続する。黒崎商店街の一角をなし、藤田なかばし通り，藤田銀天街といった商店街がある。一丁目に春日神社（黒田神社），浄蓮寺、二丁目に正覚寺，東光寺、四丁目に北九州市立黒崎中央小学校，北九州市立黒崎幼稚園，北九州市立黒崎市民センター，北九州市立黒崎体育館などがある。

## 歴史
北部を東西に走る国道3号には1914年（大正3年）に開通した西鉄北九州線の併用軌道が通っており、藤田二丁目交差点付近には藤田停留所（藤田電停）があった。
また、長崎街道沿いに形成される藤田銀天街にはアーケードが架かっていたが、2008年7月までに撤去された。

### 地名の由来
大字藤田より。大字藤田の字である石畑，長浦がそれぞれ公園の名前として残っている。

### 沿革
- 1969年（昭和44年）6月1日 - 藤田一丁目 - 四丁目新設[6]。
- 1974年（昭和49年）4月1日 - 八幡区が八幡西区と八幡東区に分かれ、八幡区藤田一丁目 - 四丁目は八幡西区藤田一丁目 - 四丁目となる[7]。

### 町名の変遷
| 実施内容          | 実施年月日               | 実施後     | 実施前                                       |
| ----------------- | ------------------------ | ---------- | -------------------------------------------- |
| 町名新設 住居表示 | 1969年（昭和44年）6月1日 | 藤田一丁目 | 大字藤田・紅梅町・八千代町の各一部           |
| 町名新設 住居表示 | 1969年（昭和44年）6月1日 | 藤田二丁目 | 大字藤田・八千代町の各一部                   |
| 町名新設 住居表示 | 1969年（昭和44年）6月1日 | 藤田三丁目 | 大字藤田の一部                               |
| 町名新設 住居表示 | 1969年（昭和44年）6月1日 | 藤田四丁目 | 大字藤田・神原町・八千代町・大字熊手の各一部 |

## 世帯数と人口
2025年（令和7年）3月31日現在（北九州市発表）の世帯数と人口は以下の通りである。
| 町         | 世帯数  | 人口    |
| ---------- | ------- | ------- |
| 藤田一丁目 | 291世帯 | 469人   |
| 藤田二丁目 | 254世帯 | 359人   |
| 藤田三丁目 | 24世帯  | 34人    |
| 藤田四丁目 | 218世帯 | 391人   |
| 計         | 787世帯 | 1,253人 |

### 人口の変遷
国勢調査による人口の推移。
| 1995年（平成7年）  | 1,167人 | [ 9 ]  |  |
| 2000年（平成12年） | 1,350人 | [ 10 ] |  |
| 2005年（平成17年） | 1,237人 | [ 11 ] |  |
| 2010年（平成22年） | 1,190人 | [ 12 ] |  |
| 2015年（平成27年） | 1,222人 | [ 13 ] |  |
| 2020年（令和2年）  | 1,242人 | [ 14 ] |  |

### 世帯数の変遷
国勢調査による世帯数の推移。
| 1995年（平成7年）  | 570世帯 | [ 9 ]  |  |
| 2000年（平成12年） | 673世帯 | [ 10 ] |  |
| 2005年（平成17年） | 612世帯 | [ 11 ] |  |
| 2010年（平成22年） | 606世帯 | [ 12 ] |  |
| 2015年（平成27年） | 685世帯 | [ 13 ] |  |
| 2020年（令和2年）  | 726世帯 | [ 14 ] |  |

## 学区
市立小・中学校に通う場合、学区は以下の通りとなる。
| 町         | 街区 | 小学校                   | 中学校               |
| ---------- | ---- | ------------------------ | -------------------- |
| 藤田一丁目 | 全域 | 北九州市立黒崎中央小学校 | 北九州市立黒崎中学校 |
| 藤田二丁目 | 全域 | 北九州市立黒崎中央小学校 | 北九州市立黒崎中学校 |
| 藤田三丁目 | 全域 | 北九州市立黒崎中央小学校 | 北九州市立黒崎中学校 |
| 藤田四丁目 | 全域 | 北九州市立黒崎中央小学校 | 北九州市立黒崎中学校 |

## 交通

### バス
域内のバス停と系統は以下のとおりである。
| 運行事業者 | 運行事業者 | 西鉄バス北九州 | 西鉄バス北九州 |
| 系統       | 系統       | 1              | 22             |
| 停留所     | 藤田       | ○              | ○              |

### 道路
- 国道3号
- 県道273号築地汐入線

## 施設

### 公共施設
- 北九州市立黒崎市民センター
- 北九州市立黒崎体育館

### 教育施設
- 北九州市立黒崎中央小学校
- 北九州市立黒崎幼稚園

### 社会福祉施設
- 藤田保育園
- 石畑年長者いこいの家

### 寺社
- 春日神社（黒田神社）
- 正覚寺
- 浄蓮寺
- 東光寺

### 公園
- 石畑公園
- 長浦公園

## 治安
藤田3丁目は、福岡県暴力団排除条例に基づき、暴力団排除特別強化地域に指定されており、暴力団と飲食店等との間でみかじめ料のやりとり、便宜供与などが禁止されている（双方に罰則が有り）。また、地域内に営業所を置く特定接客業者は、所定の標章を掲示することで暴力団員の立入りを禁止することができる。